# Ninh Nhất
Ninh Nhất là một xã thuộc thành phố Hoa Lư, tỉnh Ninh Bình, Việt Nam.

## Địa lý
Xã Ninh Nhất nằm ở tây bắc thành phố Hoa Lư, cách trung tâm thành phố 4 km, có vị trí địa lý:
- Phía đông giáp các phường Ninh Khánh, Phúc Thành, Tân Thành
- Phía tây giáp xã Ninh Hòa
- Phía nam giáp phường Nam Thành và xã Ninh Tiến
- Phía bắc giáp phường Ninh Mỹ.

Xã Ninh Nhất có diện tích là 17,01 km², dân số năm 2023 là 12.082 người, mật độ dân số đạt 710 người/km².
Đây là xã trong phạm vi ranh giới Quần thể danh thắng Tràng An – Tam Cốc – Bích Động đã được Chính phủ Việt Nam xếp hạng di tích quốc gia đặc biệt quan trọng và được UNESCO công nhận là di sản thế giới. Đây cũng là xã có tuyến đường Quốc lộ 1 mới tránh thành phố Hoa Lư (tức đường Nguyễn Minh Không) đi qua.

## Hành chính
Xã Ninh Nhất được chia thành 14 thôn: Bình Khê, Đề Lộc, Hậu, Ích Duệ, Khê Hạ, Khê Thượng, Nguyên Ngoại, Nguyễn Xá, Thượng, Thượng Bắc, Thượng Nam, Tiền, Xuân Áng Ngoại, Xuân Áng Nội.

## Lịch sử
Năm 1675, thành lập xã Giá Hộ thuộc tổng Kỳ Vỹ, huyện Gia Viễn, phủ Trường Yên, đạo Thanh Bình.
Năm 1883, xã Giá Hộ đổi tên thành xã Thư Điền thuộc tổng Kỳ Vỹ, huyện Gia Viễn, phủ Trường Yên, đạo Thanh Bình.
Năm Minh Mệnh thứ 3 (1822), xã Thư Điền thuộc tổng Kỳ Vỹ, huyện Gia Viễn, đạo Ninh Bình mới đổi tên.
Năm Minh Mệnh thứ 10 (1829), xã Thư Điền thuộc tổng Kỳ Vỹ, huyện Gia Viễn, trấn Ninh Bình mới đổi tên.
Năm Minh Mệnh thứ 12 (1831), xã Thư Điền thuộc tổng Kỳ Vỹ, huyện Gia Viễn, tỉnh Ninh Bình mới đổi tên.
Năm 1906, xã Thư Điền thuộc tổng Kỳ Vỹ, huyện Gia Khánh mới thành lập.
Năm 1936, xã Thư Điền có tổng diện tích khoảng hơn 700 mẫu Bắc Bộ; có 252 hộ với 623 nhân khẩu; chia làm 4 thôn: Ích Duệ, Đống Cao, Yên Bình, Nguyễn Xá và 3 xóm: Thượng, Đìa, Rộc.
Sau ngày Cách mạng tháng Tám năm 1945, xã Thư Điền thuộc huyện Gia Khánh. 
Tháng 7 năm 1949, sáp nhập xã Thư Điền và xã Đại Thành (tức phường Ninh Mỹ ngày nay) thành xã Ninh Nhất.
Tháng 6 năm 1956, xã Ninh Nhất chia tách thành hai xã mới là: Ninh Nhất và Ninh Mỹ thuộc huyện Gia Khánh, tỉnh Ninh Bình.
Ngày 23 tháng 2 năm 1977, Bộ trưởng Phủ thủ tướng ban hành Quyết định số 617-VP18 về việc sáp nhập thôn Nguyên Ngoại của xã Ninh Hòa vào xã Ninh Nhất.
Ngày 27 tháng 4 năm 1977, Hội đồng Chính phủ ban hành Quyết định số 125-CP về việc chuyển xã Ninh Nhất thuộc huyện Gia Khánh về huyện Hoa Lư mới thành lập quản lý.
Ngày 9 tháng 1 năm 2004, Chính phủ ban hành Nghị định số 16/2004/NĐ-CP về việc chuyển xã Ninh Nhất thuộc huyện Hoa Lư về thị xã Ninh Bình quản lý.
Ngày 7 tháng 2 năm 2007, Chính phủ ban hành Nghị định số 19/2007/NĐ-CP về việc thành lập thành phố Ninh Bình thuộc tỉnh Ninh Bình. Xã Ninh Nhất trực thuộc thành phố Ninh Bình.
Ngày 10 tháng 12 năm 2024, Ủy ban Thường vụ Quốc hội ban hành Nghị quyết số 1318/NQ-UBTVQH15 về việc sắp xếp đơn vị hành chính cấp huyện, cấp xã của tỉnh Ninh Bình giai đoạn 2023 – 2025 (nghị quyết có hiệu lực từ ngày 1 tháng 1 năm 2025). Theo đó:
- Thành lập thành phố Hoa Lư thuộc tỉnh Ninh Bình trên cơ sở thành phố Ninh Bình và huyện Hoa Lư. Xã Ninh Nhất trực thuộc thành phố Hoa Lư.
- Sáp nhập toàn bộ 9,75 km² diện tích tự nhiên và quy mô dân số là 4.826 người của xã Ninh Xuân vào xã Ninh Nhất.

Xã Ninh Nhất có 17,01 km² diện tích tự nhiên và quy mô dân số là 12.082 người.

## Kinh tế - xã hội
Khu công viên văn hóa Tràng An được quy hoạch với diện tích trên 288 ha thuộc phường Ninh Khánh, phường Tân Thành, xã Ninh Nhất của thành phố Ninh Bình và xã Ninh Xuân huyện Hoa Lư. Công viên văn hóa Tràng An được xây dựng gồm nhiều phân khu chức năng như: khu quản lý điều hành, khu cây xanh công viên, khu dịch vụ, khách sạn,...
Trường Đại học Hoa Lư nằm trên địa bàn xã.

## Văn hóa
Quần thể danh thắng Tràng An thuộc một phần diện tích của xã.
Khu công viên văn hóa Tràng An được quy hoạch với diện tích trên 288 ha thuộc các phường Ninh Khánh, Tân Thành và xã Ninh Nhất. Công viên văn hóa Tràng An được xây dựng gồm nhiều phân khu chức năng như khu quản lý điều hành, khu cây xanh công viên, khu dịch vụ, khách sạn,...
Xã Ninh Xuân có Đại lộ Tràng An (đường nối thành phố Ninh Bình – chùa Bái Đính – Vườn quốc gia Cúc Phương) đi qua.

### Di tích
Ninh Xuân là xã trong phạm vi ranh giới Quần thể danh thắng Tràng An – Tam Cốc – Bích Động đã được Chính phủ Việt Nam xếp hạng di tích quốc gia đặc biệt quan trọng và được UNESCO công nhận là di sản thế giới hỗn hợp năm 2014.
Ninh Xuân là xã thuộc không gian văn hóa Hoa Lư tứ trấn nên có nhiều di tích thuộc quần thể di tích Cố đô Hoa Lư và những phong tục văn hóa lâu đời. Tính đến năm 2010, Ninh Xuân có 1 di tích cấp quốc gia là chùa Bàn Long cùng nhiều đền thờ các vị tướng lĩnh, thần thánh thời Đinh Lê. Chùa Bàn Long là một chùa cổ có từ thời Đinh, thuộc quần thể di tích cố đô Hoa Lư. Chùa được xây dựng theo kiểu dựa vào hang động đá núi, nằm ở ngay bến thuyền vào khu du lịch Tràng An.
Họ Nguyễn Tử ở Ninh Nhất đã có lịch sử từ năm 1852, một trong số ít gia phả được lưu trữ trong Viện Hán – Nôm Quốc gia. Từ những ghi chép được và những câu chuyện lưu truyền có thể thấy rằng, dòng họ Nguyễn Tử thời nào cũng có những con người ưu tú như: Nguyễn Tử Dự, Nguyễn Tử Mẫn, Nguyễn Tử Hanh, Nguyễn Tử Đông,... Trải qua bao đời, dòng họ Nguyễn Tử liên tục có người học hành đỗ đạt. Hậu duệ của dòng họ Nguyễn Tử ngày nay vẫn giữ được truyền thống ông cha, kế tục sự nghiệp vẻ vang của đời trước, lưu giữ thanh danh của quê hương có thể kể đến như: Nguyễn Tử Siêm, Nguyễn Tử Quảng, Nguyễn Tử Chuấn,...
Từ thời cụ Nguyễn Tử Dự (đời Lê đã làm đến chức Tả Tham nghị đại phu) đã đề ra "Hai mươi bốn điều khoản ước", cho đến nay nhiều điều khoản vẫn còn nguyên giá trị như Điều 9 "Nhiêu học", nghĩa là "Khuyến khích việc học". Thời nào, dòng họ Nguyễn Tử cũng có những người con ưu tú. Nhiều người đã là tiến sĩ, thạc sĩ, sĩ quan cao cấp. Tiêu biểu cho lớp trẻ ngày nay của dòng họ Nguyễn Tử như: Nguyễn Tử Quảng, Giám đốc Trung tâm An ninh mạng Bkis được công nhận là Nhân tài đất Việt; Nguyễn Tử Mạnh Cường, nhà nghèo, bố mất sớm nhưng cố gắng học giỏi và thi đỗ thủ khoa tuyệt đối cả hai trường đại học.
Bên cạnh đó, dòng họ Nguyễn Tử quan tâm phát triển Quỹ khuyến học, do con cháu trong họ đóng góp. Dòng họ Nguyễn Tử được nhận danh hiệu "Dòng họ hiếu học", nhà thờ họ Nguyễn Tử được xếp hạng di tích. Giáo sư, Tiến sĩ nông nghiệp Nguyễn Tử Siêm đã nói trong cuộc hội thảo về lịch sử làng Thư Điền, công lao của cụ Nguyễn Tử Dự và dòng họ Nguyễn Tử đối với quê hương:
"Mang họ Nguyễn Tử là phải nhớ trách nhiệm một công dân thành phố Ninh Bình là người dân có cội nguồn Cố đô Hoa Lư, bên cạnh niềm vinh hạnh là trách nhiệm phải học tập và làm việc cho xứng đáng".